# Košare, Pljevlja
Košare este un sat din comuna Pljevlja, Muntenegru. Conform datelor de la recensământul din 2003, localitatea are 83 de locuitori (la recensământul din 1991 erau 117 locuitori).

## Demografie
În satul Košare locuiesc 69 de persoane adulte, iar vârsta medie a populației este de 42,6 de ani (42,6 la bărbați și 42,6 la femei). În localitate sunt 25 de gospodării, iar numărul mediu de membri în gospodărie este de 3,32.
Această localitate este populată majoritar de sârbi (conform recensământului din 2003).
|  |

| Demografie | Demografie | Demografie |
| An         | Locuitori  | Locuitori  |
| ---------- | ---------- | ---------- |
|            |            |            |
|            |            |            |
|            |            |            |
|            |            |            |
| 1948       | 160        |            |
| 1953       | 160        |            |
| 1961       | 176        |            |
| 1971       | 164        |            |
| 1981       | 155        |            |
| 1991       | 117        | 117        |
| 2003       | 83         | 83         |

| \| Componența etnică conform recensământului din 2003[2] \| Componența etnică conform recensământului din 2003[2] \| Componența etnică conform recensământului din 2003[2] \| Componența etnică conform recensământului din 2003[2] \| Componența etnică conform recensământului din 2003[2] \| \| ----------------------------------------------------- \| ----------------------------------------------------- \| ----------------------------------------------------- \| ----------------------------------------------------- \| ----------------------------------------------------- \| \| \| \| \| \| \| \| Sârbi \| Sârbi \| \| 66 \| 79,51% \| \| Muntenegreni \| Muntenegreni \| \| 17 \| 20,48% \| \| necunoscută \| necunoscută \| \| 0 \| 0% \| |              |  |    |        |
| Componența etnică conform recensământului din 2003 |              |  |    |        |
| |              |  |    |        |
| Sârbi | Sârbi        |  | 66 | 79,51% |
| Muntenegreni | Muntenegreni |  | 17 | 20,48% |
| necunoscută | necunoscută  |  | 0  | 0%     |